# Acacia aculeatissima
Acacia aculeatissima es una planta leguminosa del género Acacia, familia Fabaceae.

## Descripción
Es un arbusto decumbente a erecto que alcanza un tamaño de 0.3-1 m de altura, con ramitas ± cilíndricas, peludas. Los filodios llenos de cortos brotes axilares, al menos algunos filodios ± reflexos, rígidos ±, ± rectos, usualmente ± cilíndricos o 4-ángulo cuando se seca, 0.6-1.5 cm de largo, 0.5-1 mm de ancho, finamente verrugosos, 4-nervada o nervio central prominente, ápice de punta; glándula 1 diminuta cerca de la base o ausente; pulvinos de 1 mm de largo, glabros. Las inflorescencias simples, 1 o 2 en axila de los filodios, pedúnculos 6-12 mm de largo, glabros; cabezas globosas, 18-30-flores, 3-6 mm de diámetro, pálido o amarillo limón al amarillo.. Flores con sépalos espatuladas y ciliadas. Vainas rectas a ligeramente curvadas, ± planas pero ligeramente elevadas sobre las semillas, ± lados rectos o variablemente constreñida entre algunas semillas, 3-6 cm de largo, 2-4 mm de ancho,  semillas longitudinales; funículo filiforme.

## Distribución y hábitat
Se encuentran al sur del Monte Imlay en el distrito de Edén. Crece en bosques de eucaliptos en suelos sedimentarios derivados, en Nueva Gales del Sur.

## Taxonomía
Acacia aculeatissima fue descrita por James Francis Macbride y publicado en Contributions from the Gray Herbarium of Harvard University 59: 6. 1919.
Etimología
Ver: Acacia
aculeatissima: epíteto latino que significa "muy espinosa".
Sinonimia
- Acacia paniculata J.F. Macbr.
- Acacia tenuifolia F.Muell.
- Mimosa tenuifolia Descourt.[4]